# Depot II von Žatec
Das Depot II von Žatec (auch Hortfund II von Žatec) ist ein Depotfund der frühbronzezeitlichen Aunjetitzer Kultur aus Žatec im Ústecký kraj, Tschechien. Es datiert in die Zeit zwischen 2000 und 1800 v. Chr. Das Depot befindet sich heute im Regionalmuseum in Teplice.

## Fundgeschichte
Das Depot wurde 1907 entdeckt. Die genaue Fundstelle und die Fundumstände sind unbekannt. In Žatec wurde 1927 noch ein weiteres Depot der Aunjetitzer Kultur gefunden. Aus der Umgebung des Orts stammen außerdem Einzelfunde von weiteren Bronzegegenständen.

## Zusammensetzung
Das Depot besteht aus vier Bronzegegenständen: zwei Ösenhalsringe, ein Randleistenbeil und ein Stabarmring mit Pufferenden.